# Cupra Tavascan
Cupra Tavascan — компактный электромобиль-кроссовер, выпускаемый компанией SEAT с 2023 года.

## Описание

### Концепт-кар
Концепт-кар Cupra Tavascan впервые был представлен в 2019 году на Международном автомобильном салоне во Франкфурте. В марте 2021 года было объявлено, что производство начнётся в апреле 2023 года.

### Tavascan Extreme E
Cupra Tavascan Extreme E был представлен на выставке IAA Mobility в Мюнхене в сентябре 2021 года. Он разрабатывался совместно с Abt Sportsline.

### Серийная версия
Тизерные изображения автомобиля Cupra Tavascan были показаны в марте 2023 года в видеоролике с участием певицы Розалии. Серийно автомобиль выпускается с 21 апреля 2023 года. Он оснащён аккумулятором мощностью 82 кВт⋅ч и электродвигателем мощностью 250 кВт (335 л. с.) с запасом хода 550 км, как Volkswagen ID.5 и Skoda Enyaq Coupe. Конкурентом является Audi Q4 e-tron Sportback.

## Галерея

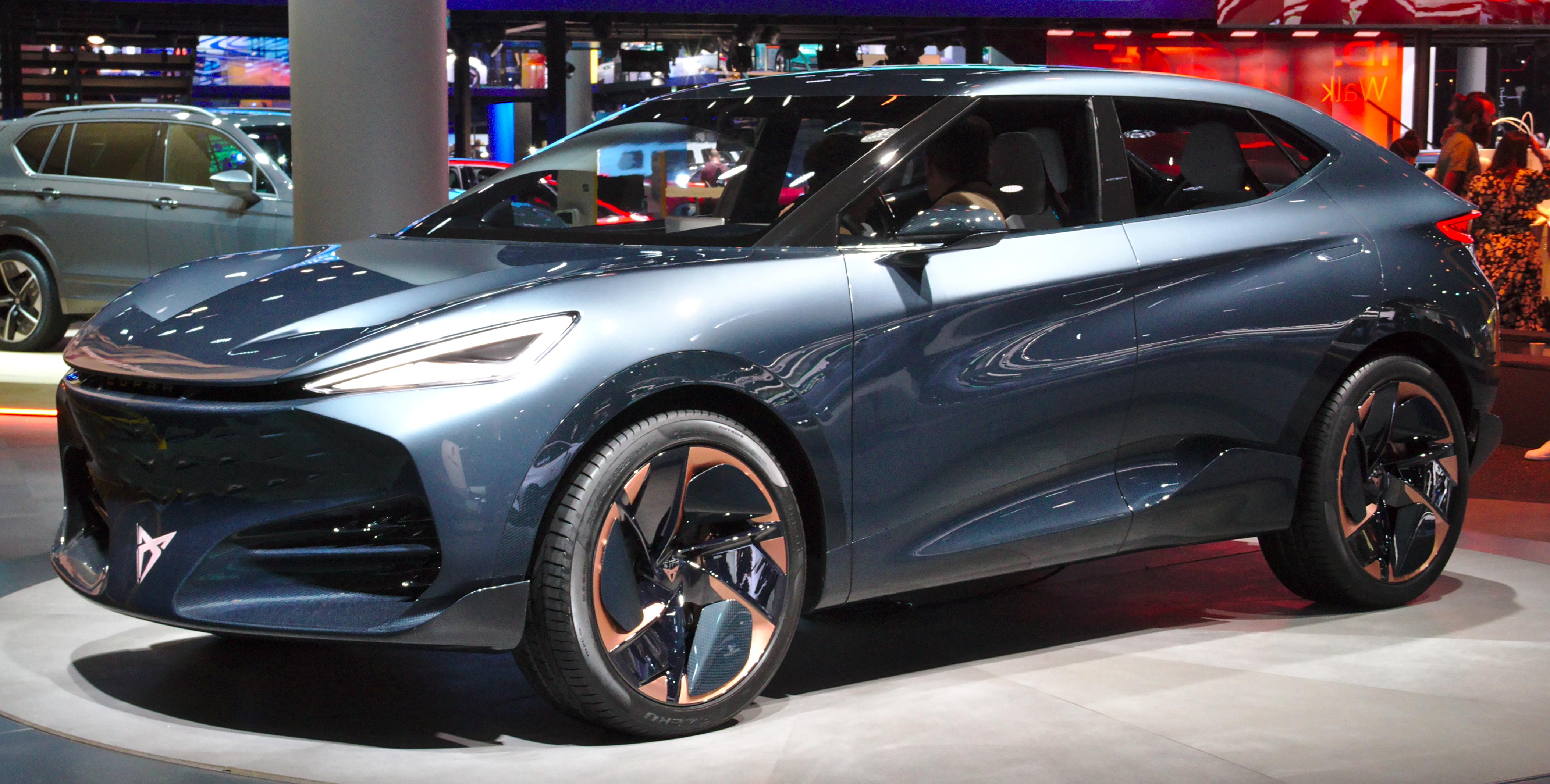
Cupra Tavascan
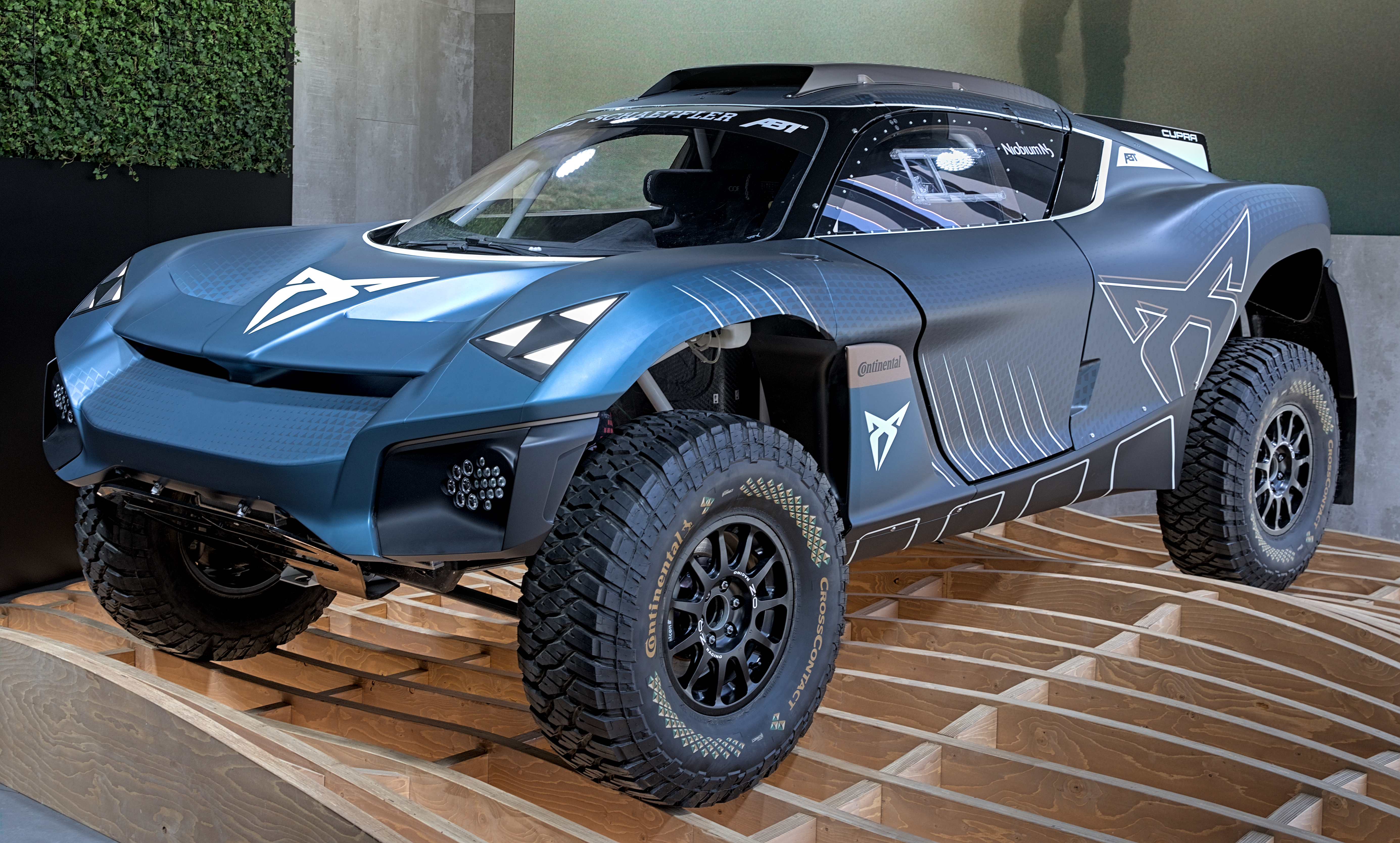
Cupra Tavascan Extreme E
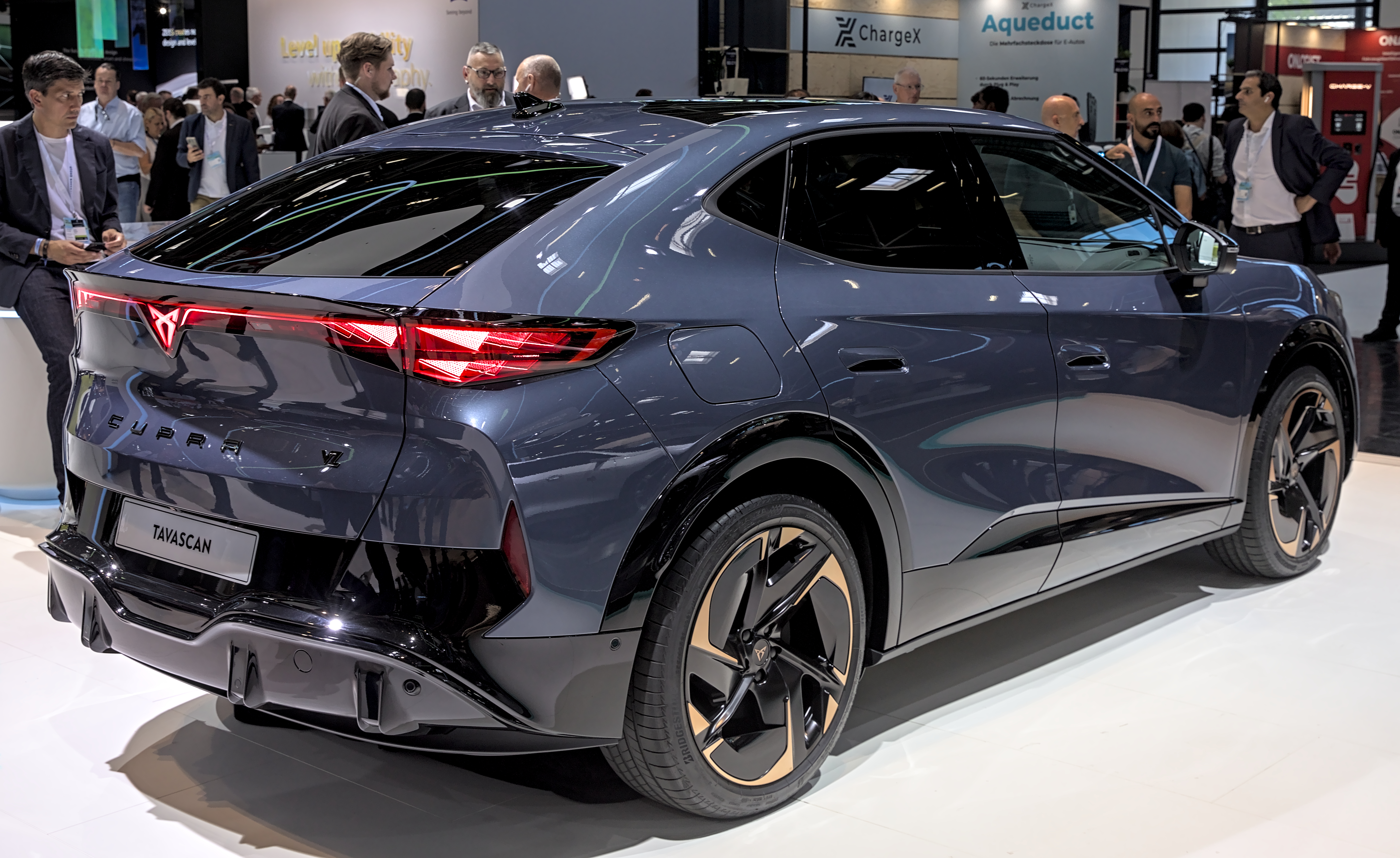
Вид сзади
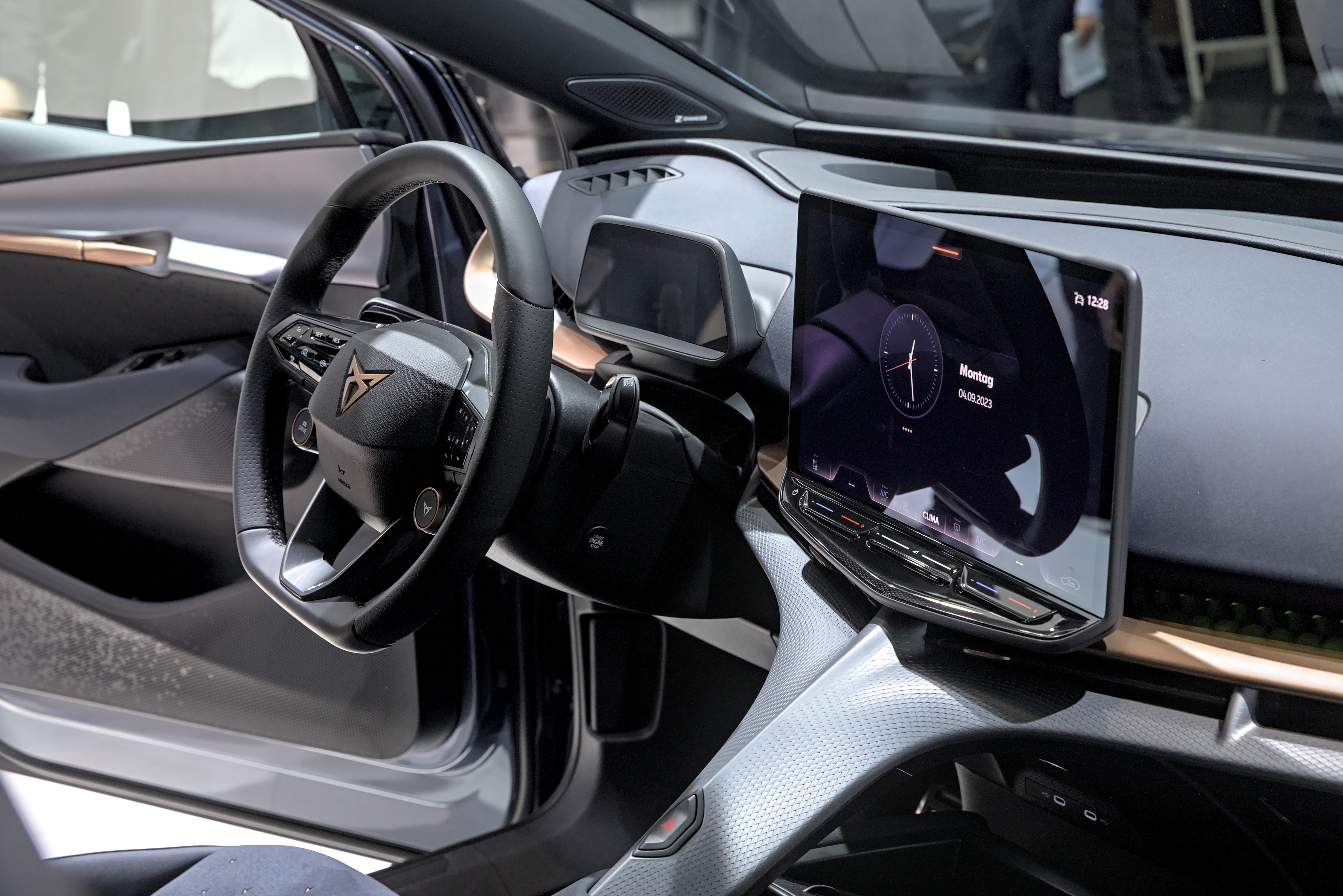
Интерьер